# HD 127486
HD 127486，又名CP-54 6053，SAO 241792、HR 5426，是一颗恒星，视星等为5.87，位于銀經317.3，銀緯5，其B1900.0坐标为赤經14h 26m 30.8s，赤緯-54° 5′ 24″。